# Gregor Fisher
Gregor Fisher (ur. 22 grudnia 1953 w Glasgow) – szkocki aktor i komik.
Podjął nieukończone studia w konserwatorium artystycznym Royal Scottish Academy of Music and Drama w Glasgow. Karierę teatralną zaczynał w Repertory Theatre w Dundee. Zaczął wkrótce występować w serialach telewizyjnych (głównie komediowych), tj. Naked Video (1986), Brotherly Love (2000) i innych. Popularność przyniosła mu tytułowa rola w sitcomie Rab C. Nesbitt, wyprodukowanym przez BBC Scotland. Był też głównym odtwórcą w serialu The Baldy Man, emitowanym w latach 1995–1997 przez ITV. Ma w swoim dorobku aktorskim także liczne role epizodyczne lub drugoplanowe w filmach kinowych, wystąpił m.in. jako menedżer piosenkarza Billy'ego Macka (którego zagrał Bill Nighy).

## Wybrana filmografia
- 1984: 1984
- 1988: Biała intryga
- 1988: Zabić księdza
- 2003: To właśnie miłość
- 2005: Lassie